# Dieciséis de Septiembre (Villaflores)
Dieciséis de Septiembre es una localidad del estado mexicano de Chiapas. Es parte del municipio de Villaflores.

## Toponimia
El nombre de la localidad refiere a la Independencia de México, iniciada el 16 de septiembre de 1810.

## Demografía
| Gráfica de evolución demográfica |
|                                  |

| Censo | Población |
| ----- | --------- |
| 1940  | 89        |
| 1950  | 182       |
| 1960  | 313       |
| 1970  | 436       |
| 1980  | 752       |
| 1990  | 939       |
| 2000  | 989       |
| 2010  | 1 177     |
| 2020  | 1 293     |